# Андрущенко Мефодій Трохимович
Андрущенко Мефодій Трохимович (27.06.1911, с. Велика Павлівка — 11.05.2007) — Почесний громадянин Зіньківщини (посмертно), Герой Соціалістичної Праці (1966). Із 1941 по 1943 рік працював бригадиром тракторної бригади Долинської МТС Краснокутського району Саратовської області. З 1958 по червень 1971 — у колгоспі «Червоний партизан» комбайнером.